# Mahatma Gandhi
Mohandas Karamchand Gandhi (Porbandar, 2. listopada 1869. – New Delhi, 30. siječnja 1948.), indijski političar.

## Životopis
Indijski vođa nacije koji se izborio za nezavisnost Indije putem nenasilne revolucije. Gandhi, znan i kao Mahatma Gandhi, rođen je u hinduskoj obitelji u mjestu Porbandar u današnjoj državi Gujarat dana 2. listopada 1869. godine. Studirao je pravo na sveučilištu u Londonu. Nakon što je 1891. godine završio studij prava (1889. – 1891.) Gandhi se vratio u Indiju i pokušao raditi u struci, ali u tome nije imao uspjeha. Dvije godine kasnije indijska tvrtka koja je imala poslovne odnose s Južnom Afrikom zaposlila ga je kao svog pravnog savjetnika u uredu u Durbanu.
Kada je došao u Durban, Gandhi je otkrio kako ga tamo smatraju pripadnikom niže rase. Istovremeno je bio zapanjen nijekanjem građanskih i političkih sloboda indijskih imigranata u Južnoj Africi. To ga je potaklo da se pridruži borbi za priznavanje osnovnih ljudskih prava za Indijce. Gandhi je ostao u Južnoj Africi 20 godina, često vrijeme provodeći u zatvoru. Godine 1896. napali su ga i pretukli Južnoafrikanci. Od tada se zalaže za politiku pasivnog otpora i nekooperacije s južnoafričkim vlastima. Dijelom mu je za takvu vrstu politike uzor bio ruski pisac Lav Tolstoj, koji je na Gandhija imao značajan utjecaj. Uzor je također pronašao i u djelima američkog pisca iz 19. stoljeća Henryja Davida Thoreaua. Posebice u djelima u kojima on piše o Kristovu učenju, napose u djelu Građanski neposluh. Gandhi je smatrao kako su izrazi pasivni otpor i građanska neposlušnost neadekvatni za njegove svrhe pa je pronašao drugi izraz - Satyagraha. Za vrijeme Burskoga rata Gandhi je unutar britanske vojske organizirao sanitetsku jedinicu i njome zapovijedao. Nakon rata vratio se borbi za prava Indijaca. Godine 1910. Gandhi je blizu Johannesburga osnovao farmu, kooperacijsku koloniju za Indijce. Četiri godine kasnije (1914.) južnoafrička vlada učinila je bitne ustupke Gandhijevim zahtjevima, kao npr. priznavanje indijskih brakova. Kada je završio svoje djelovanje u Južnoj Africi, vratio se u Indiju. Po povratku u domovinu aktivirao se u indijskoj politici 1919. godine i pretvorio prijašnji nedjelotvorni Indijski nacionalni kongres u moćnu masovnu organizaciju te postao vođa borbe za samostalnu Indiju.
Kada je 1919. godine u parlamentu izglasan tzv. Rowlatt Act, koji je indijskim kolonijalnim vlastima davao zakonske ovlasti da oružano djeluju protiv tzv. revolucionarnih aktivnosti, Satyagraha se proširila Indijom privlačeći milijune sljedbenika. Demonstracije protiv Rowlatt Acts-a rezultirale su masakrom britanskih vojnika nad Indijcima kod Amritsara. Godine 1920., pošto britanska vlada nije uspjela popraviti situaciju, Gandhi je proklamirao politiku nekooperativnosti. To je imalo za posljedicu da su Indijci koji su radili u javnim ustanovama podnijeli ostavke, državne institucije, kao npr. sudovi, bili su bojkotirani, a indijska djeca nisu pohađala vladine škole. U cijeloj Indiji ulice su bile blokirane Indijcima koji su sjedili na njima, a kada bi odbili ustati, policija ih je tukla. Gandhi je bio uhićen, ali je uskoro zbog pritiska javnosti pušten. U okviru borbe za ekonomsku nezavisnost Indije, uključujući bojkot britanske robe, Gandhi je osmislio swaraj (sanskrtski: samovladavina) pokret. Ekonomski aspekti pokreta bili su vrlo važni jer je iskorištavanje indijskih seljaka od britanskih industrijalaca dovodilo do siromašenja sela i uništenja kućnih obrta. Gandhi se stoga zalagao za oživljavanje obrta obrade vune i   zbog toga je izabrao kotač na kojem se obrađuje vuna da bi jasnije ukazao na potrebu vraćanja vrijednostima seoskog života i oživljavanju tradicionalnih indijskih obrta. Uskoro je Gandhi postao simbol borbe za slobodnu Indiju širom svijeta.
Živio je spiritualnim i asketskim životom propovjednika često provodeći vrijeme u meditaciji. Odnosi u braku između njega i njegove supruge, prema njegovim vlastitim riječima, bili su kao odnosi brata i sestre. Odbijajući bilo kakvo posjedovanje materijalnih dobara odjevao se u tradicionalnu odjeću najsiromašnijih Indijaca i hranio se samo povrćem, voćnim sokovima i mlijekom. Indijci su ga proglasili svecem i počeli ga nazivati Mahatma (na sanskrtu: velika duša), nazivom koji je namijenjen samo za najveće mudrace. Gandhijevo zalaganje za nenasilje, znano još i kao ahimsa (na sanskrtu: nepovrjeđivanje), bilo je izraz životnog puta koji propovijeda hinduizam. Gandhi je smatrao da će nenasilnim metodama pokazati Britancima da je upotreba nasilja beskorisna i da će oni nakon toga napustiti Indiju. Gandhijev politički i duhovni utjecaj na Indiju s vremenom je postao toliko velik da se britanske vlasti nisu usudile prema njemu poduzimati nikakve protumjere. Godine 1921. Indijski nacionalni kongres, skupina koja je širila pokret Indijom, dala je Gandhiju potpunu izvršnu vlast, uključujući čak i pravo da imenuje svog nasljednika. Međutim, indijsko stanovništvo nije u potpunosti slijedilo Gandhijevu politiku nenasilja i došlo je do serije oružanih revolta protiv britanskih vlasti dovodeći do toga da je Gandhi priznao kako je njegova politika doživjela krah. Godine 1922. britanske vlasti su ga privele i utamničile.
Nakon što je 1924. godine pušten iz zatvora, Gandhi se povukao iz aktivne politike i posvetio se propagiranju općeg jedinstva. Međutim, opet je bio uvučen u borbu za nezavisnost Indije. Godine 1930. Mahatma je proglasio novi val građanske neposlušnosti pozivajući Indijce na neplaćanje poreza. Neposlušnost je počeo hodom prema moru u kojem su tisuće Indijaca slijedile Gandhija od mjesta Ahmadabad do Arapskog mora, gdje su pravili sol iz morske vode. Gandhi je ponovo uhićen, ali je pušten već 1931. godine nakon što je pristao zaustaviti val neposlušnosti, kada su Britanci učinili neke ustupke njegovim zahtjevima. Iste godine Gandhi je predstavljao Indijski nacionalni kongres na konferenciji u Londonu. Godine 1932. Gandhi je započeo novi val građanske neposlušnosti protiv Britanaca. Bio je uhićivan dva puta kada je pribjegao štrajku glađu, što je bila vrlo uspješna metoda borbe protiv Britanaca. Naime, ako Gandhi umre, postojala je mogućnost da dođe do revolucije i izvan Indije. Iako je i sam bio pripadnik Vaisya (trgovačke) kaste, Gandhi se posvetio i ukidanju nepravednih socijalnih i ekonomskih aspekata kastinskog sistema. Godine 1934. Gandhi je formalno napustio politiku, a na mjestu vođe Indijskog nacionalnog kongresa zamijenio ga je Jawaharlal Nehru. Gandhi se posvetio putovanju po Indiji, ali se 1939. godine ponovo vratio aktivnom političkom životu jer su temelji indijske federacije bili uzdrmani. Prvi potez koji je učinio ponovnim izlaskom na političku scenu bio je da još jednim postom, tj. štrajkom glađu, prisili vladara države Rajkot da modificira svoj autokratski način vladavine. Javni nemiri postali su toliko jaki da su kolonijalne vlasti morale intervenirati i prisiliti vladara Rajkota da popusti Gandhijevim zahtjevima. Mahatma je ponovo postao najznačanija politička figura Indije.
Nakon što je izbio 2. svjetski rat, Kongresna stranka i Gandhi nisu se željeli uplitati u konflikt sve dok Britanci ne udovolje njihovu zahtjevu za momentalnu nezavisnost Indije. To su Britanci dakako odbili nudeći neke kompromise, što su opet Indijci odbili. I nakon ulaska Japana u rat i širenja rata na azijski kontinent Gandhi je i dalje odbijao Indiju uvesti u rat. Konačno 1942. godine Indijci su pristali ući u ratni sukob na strani Britanaca. Godine 1944. indijska borba za nezavisnost došla je u svoju završnu fazu: britanska vlada pristala je na nezavisnost Indije pod uvjetom da dvije suprotstavljene nacionalističke grupe, Muslimanska liga i Kongresna stranka, riješe svoje razlike. Gandhi se oštro suprotstavio podjeli Indije na dvije države (što je zahtijevala Muslimanska liga), ali je na kraju ipak morao pristati nadajući se kako će mir između dvije vjerske skupine biti postignut nakon što muslimani zadovolje svoje separatističke težnje. Indija i Pakistan postale su zasebne države kada su Britanci priznali Indiji njezinu nezavisnost 1948. godine. Dana 30. siječnja, dok je bio na putu k mjestu gdje je imao večernju molitvu, napao ga je i usmrtio Nathuram Godse, hindu tradicionalist koji je držao da Gandhi, kao pripadnik treće kaste radikalno narušava indijsku tradiciju i religiju modernizacijom prema idejama globalističke britanske oligarhije. Mit o Gandhiju stvoren je od struktura koje su željele modernizaciju hinduizma, dokidanje kastinskog sustava, preveliki ustupci prema islamskom nasilju prema hinduisma. Brahmanska kasta smatrala je Gandhija jednom vrstom vajšijskog zločinca i izroda ili u zapadnom smislu Antikrista. Najveći dio indijskog naroda bio je sretan zbog njegove smrti prema pisanju jednog od najvećih indologa 20 st. Alain Daniélou.

## Utjecaj
U Ujedinjenim narodima održana je komemorativna sjednica, a sve države svijeta indijskim predstavnicima u Ujedinjenim narodima izrazile su sućut. Nedugo nakon njegove smrti došlo je do vjerskog nasilja u Indiji i Pakistanu, ali su Gandhijeva učenja ostala i postala inspiracija nenasilnim pokretima u drugim dijelovima svijeta. Njegovo djelo posebice je djelovalo na američkog borca za ljudska prava Martina Luthera Kinga.

## Djela
- God is Truth
- The Gospel of Swadeshi
- Hindu Dharma
- The Law of Continence
- The Law of Love
- The Message of Jesus Christ
- None High, None Low
- Pathway to God
- Satyagraha: Non-Violent Resistance
- The Story of My Experiments with Truth
- Teaching of the Gita
- Varnashrama Dharma
- What is Hinduism?

## Vanjske poveznice

### Ostali projekti
|  | Zajednički poslužitelj ima stranicu o temi Mohandas K. Gandhi |
|  | Zajednički poslužitelj ima još gradiva o temi Mahatma Gandhi  |
|  | Wikicitati imaju zbirke citata o temi Mahatma Gandhi          |